# Pycnogonum diceros
Pycnogonum diceros är en havsspindelart som beskrevs av Marcus, E. 1940. Pycnogonum diceros ingår i släktet Pycnogonum och familjen Pycnogonidae. Inga underarter finns listade i Catalogue of Life.